# Ernst Preczang
Ernst Preczang (né le 16 janvier 1870 à Winsen, province de Hanovre et mort le 22 juillet 1949 à Sarnen, Suisse) est un écrivain allemand. 
Travaillant pour la guilde du livre Gutenberg, club du livre du syndicat des typographes allemands, il lit Les Cueilleurs de coton de B. Traven et lui écrit pour lui proposer de publier ses œuvres chez la guilde, ce qui permet la publication du Vaisseau des morts et des autres romans de Traven qui le rendent célèbre dans le monde entier.